# San Pablo de la Moraleja
San Pablo de la Moraleja è un comune spagnolo di 162 abitanti situato nella comunità autonoma di Castiglia e León.